# ЦК ВЛКСМ

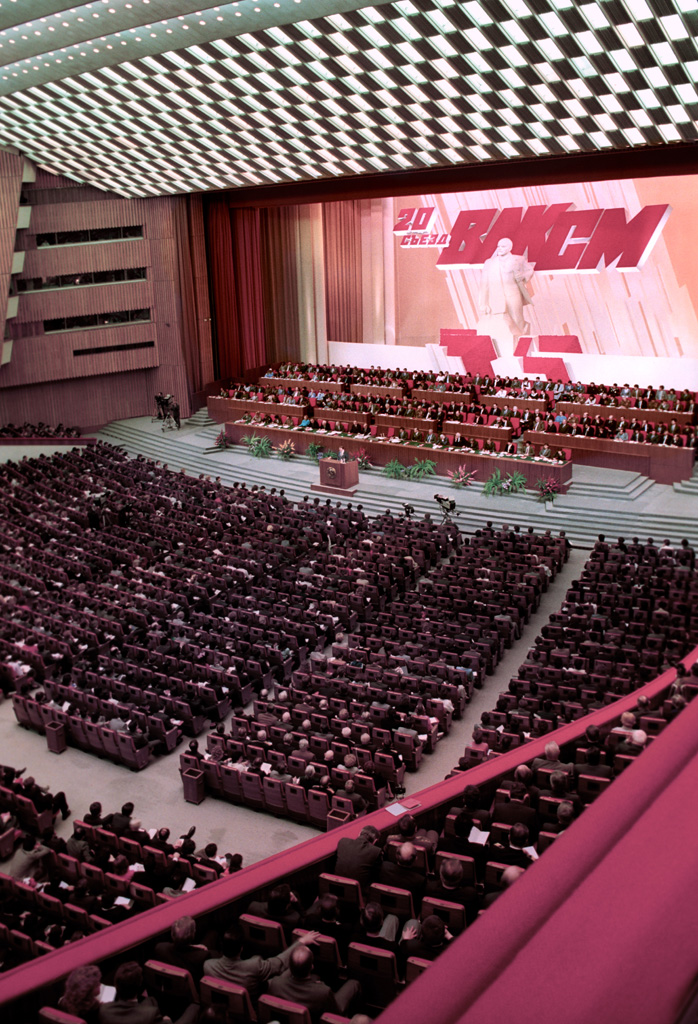
XX з'їзд ВЛКСМ, 1 лютого 1987 року

Центральний комітет ВЛКСМ — найвищий орган молодіжного крила КПРС, що керував усією роботою комсомолу, місцевих комсомольських органів у проміжках між з'їздами ВЛКСМ, при ЦК КПРС.
Поштова адреса:
- ЦК ВЛКСМ — Москва, Старий майдан, буд. № 5/8.

Формальними главами ЦК і всього ВЛКСМ були перші секретарі:
- листопад 1918 — липень 1919: Юхим Цетлін (1898—1937), розстріляно
- 1920 — вересень 1921: Оскар Ривкін (1899—1937), розстріляно
- вересень 1921 — 4 квітня 1922: Лазар Абрамович Шацкін (1902—1937), розстріляно
- 5 квітня 1922 — 18 липня 1924: Петро Смородін (1897—1939), розстріляно
- 1925 — 16 травня 1928: Микола Чаплін (1902—1938), розстріляно
- 17 травня 1928 — 24 квітня 1929: Олександр Мільчаков (1903—1973), репресовано, відбув ув'язнення
- 24 квітня 1929 — 23 листопада 1938: Олександр Косарєв (1903—1939), розстріляно
- 23 листопада 1938 — 30 жовтня 1952: Микола Михайлов (1906—1982), пізніше 1-й секретар Башкирського обкому, міністр
- 30 жовтня 1952 — 28 березня 1958: Олександр Шелепін (1918—1994), пізніше голова КДБ
- 28 березня 1958 — 25 березня 1959: Володимир Семичастний (1924—2001), пізніше голова КДБ
- 25 березня 1959 — 12 червня 1968: Сергій Павлов (1929—1993), пізніше голова Комітету з фізичної культури і спорту при РМ СРСР, посол
- 12 червня 1968—1977: Євген Тяжельников (нар. 1928), пізніше посол у Румунії
- травень 1977 — грудень 1982: Борис Пастухов (нар. 1933), пізніше дипломат, посол, заступник міністра закордонних справ СРСР, міністр у справах СНД
- грудень 1982 — липень 1986: Віктор Мішин (нар. 1943) — нині входить до найближчого оточення Юрія Лужкова, очолює «Крокус-банк», у 1990—1991 роках — заступник Керівника справ ЦК КПРС
- липень 1986 — квітень 1990: Віктор Мироненко (нар. 1953), пізніше директор Міжнародного інституту ЮНЕСКО, викладає в Інституті молоді
- квітень 1990 — вересень 1991: Володимир Зюкін (нар. 1954), потім очолив компанію «Крейтон кепітал»